# Brock (Nebraska)
Brock es una villa situada en el condado de Nemaha, Nebraska, Estados Unidos. Tiene una población estimada, a mediados de 2023, de 123 habitantes.

## Geografía
La localidad está ubicada en las coordenadas 40°28′50″N 95°57′36″O / 40.48056, -95.96000. Según la Oficina del Censo, tiene una superficie de 0.81 km², correspondientes en su totalidad a tierra firme.

## Demografía
Según el censo de 2020, en ese momento había 123 personas residiendo en la localidad. La densidad de población era de 150 hab./km². El 90.24% de los habitantes eran blancos, el 0.81% era amerindio, el 2.44% eran de otras razas y el 6.50% eran de una mezcla de razas. Del total de la población, el 3.25% eran hispanos o latinos de cualquier raza.